# Brevis relatio de Guillelmo nobilissimo comite Normannorum
Brevis relatio de Guillelmo nobilissimo comite Normannorum es una breve historia de los normandos centrada principalmente en Guillermo el Conquistador y sus hijos, pero que incluye otro material diverso como algunas tradiciones historiográficas que el autor recogió y que habían llegado del continente. Fue escrita en la abadía de Battle, Sussex, entre 1114 y 1120 por un monje anónimo. Es una de las fuentes primarias que Wace usó para redactar su Roman de Rou.